# Sandro Schärer
Sandro Schärer (ur. 6 czerwca 1988 w Büttikon) – szwajcarski sędzia piłkarski. Od 2015 roku jest sędzią międzynarodowym.

## Edukacja i życie
Po zdaniu matury Schärer studiował sport i geografię w Bazylei. Początkowo pracował jako nauczyciel pomocniczy w różnych gimnazjach, a także jako instruktor narciarstwa.
Od 2016 roku oprócz rozstrzygania spotkań piłkarskich prowadzi także Akademię Sędziowską, program rozwoju najzdolniejszych sędziów zrzeszonych w SFV.

## Kariera sędziowska
Po ukończeniu kursu sędziowskiego w 2005 roku, Schärer szybko piął się w górę i w 2011 roku, w wieku 24 lat, prowadził już mecze w Challenge League. Dwa lata później zadebiutował w meczu Super League pomiędzy FC Lausanne-Sport a FC Thun.
Schärer jest sędzią międzynarodowym od 2015 roku. Debiut w roli arbitra UEFA zaliczył w turnieju kwalifikacyjnym do Mistrzostw Europy U-17 w 2015 roku. W tym samym roku po raz pierwszy otrzymał nominację na spotkanie 1. rundy kwalifikacyjnej Ligi Europy IF Elfsborg - FC Lahti. Pierwszy mecz seniorskich reprezentacji poprowadził w maju 2017, a było to towarzyskie spotkanie Włoch z San Marino. Od tego czasu regularnie powierza mu się rozstrzyganie w spotkaniach fazy grupowej Ligi Europy i eliminacji Ligi Mistrzów.
W 2018 roku znalazł się w gronie sędziów wyznaczonych do prowadzenia spotkań Mistrzostwa Europy U-19 w Piłce Nożnej 2018.
W ramach programu wymiany SFV z piłkarskimi związkami w Austrii i Francji był również arbitrem spotkań w austriackiej Bundeslidze i francuskiej Ligue 1.